# Амантова, Ингрида
Ингрида Амантова (латыш. Ingrīda Amantova; 21 июня 1960, Цесис, ЛССР) — советская латвийская саночница, выступавшая за сборную СССР в первой половине 1980-х годов. Бронзовая призёрша зимних Олимпийских игр в Лейк-Плэсиде, серебряная медалистка Кубка мира, трёхкратная чемпионка национального первенства. Также известна как тренер и спортивный функционер.

## Биография
Ингрида Амантова родилась 21 июня 1960 года в городе Цесис, ЛССР. Активно заниматься санным спортом начала в конце 1970-х годов, вскоре прошла отбор в национальную сборную и стала принимать участие в крупнейших международных стартах, показывая довольно неплохие результаты. Благодаря череде удачных выступлений удостоилась права защищать честь страны на зимних Олимпийских играх 1980 года в Лейк-Плэсиде, успешно преодолела квалификацию и в итоге сенсационно завоевала бронзовую медаль, пропустив вперёд себя лишь признанных фавориток Веру Зозулю и Мелитту Зольман.
Впоследствии Амантова трижды побеждала на чемпионате Советского Союза, а после окончания всех кубковых этапов сезона 1982/83 расположилась в мировом рейтинге сильнейших саночниц на второй строке. Ездила соревноваться на Олимпийские игры 1984 года в Сараево, планировала побороться здесь за медали, но немного не дотянула до подиума, оказавшись на четвёртой позиции. Поскольку конкуренция в сборной на тот момент сильно возросла, вскоре Ингрида Амантова приняла решение уйти из большого спорта, уступив место молодым советским саночницам.
Завершив карьеру, некоторое время работала тренером, была директором санно-бобслейной трассы в Сигулде, а в 1998 году стала членом Латвийского олимпийского комитета и позже заняла должность вице-президента Латвийской олимпийской ассоциации. Ныне вместе с семьёй проживает в Риге.

## Награды
- Медаль «За трудовое отличие» (9.04.1980)[1]